# Homostola
Homostola es un género de arañas migalomorfas de la familia Cyrtaucheniidae. Se encuentra en Sudáfrica.

## Lista de especies
Según The World Spider Catalog 11.5:
- Homostola abernethyi (Purcell, 1903)
- Homostola pardalina (Hewitt, 1913)
- Homostola reticulata (Purcell, 1902)
- Homostola vulpecula Simon, 1892
- Homostola zebrina Purcell, 1902